# 駐布里斯本臺北經濟文化辦事處
駐布里斯本臺北經濟文化辦事處（英語：Taipei Economic and Cultural Office, Brisbane, Australia），亦稱駐布里斯本辦事處，是中華民國政府派駐澳大利亞昆士蘭州首府布里斯班的代表機構。
辦事處於2005年12月9日設立，負責推動臺灣與布里斯本的雙邊關係，以及辦理中華民國護照、赴臺簽證、工作假期签证、文件證明等领事相關業務，並提供僑民服務與旅外國人急難救助，功能等同邦交國的總領事館。領事轄區為昆士蘭州、北領地等。

## 歷任處長
| 姓名   | 到任       | 離任       | 外交銜級 對外名義 | 外交職務 本職職務 | 備註     | 備註 |
| ------ | ---------- | ---------- | ----------------- | ----------------- | -------- | ---- |
| 田中光 | 2005年12月 | 2008年11月 | 處長              | 處長              |          |      |
| 宋文城 | 2008年11月 | 2014年7月  | 處長              | 處長 總領事       | [ 註 2 ] |      |
| 賴維中 | 2014年7月  | 2017年9月  | 處長              | 總領事            |          |      |
| 洪振榮 | 2017年9月  | 2021年1月  | 處長              | 總領事            |          |      |
| 陶令文 | 2021年3月  | 2023年4月  | 處長              | 總領事            |          |      |
| 范厚祿 | 2023年4月  | 現任       | 處長              | 總領事            |          |      |

## 外部連結
- 駐布里斯本臺北經濟文化辦事處的Facebook、華僑文教服務中心